# Vertol VZ-2

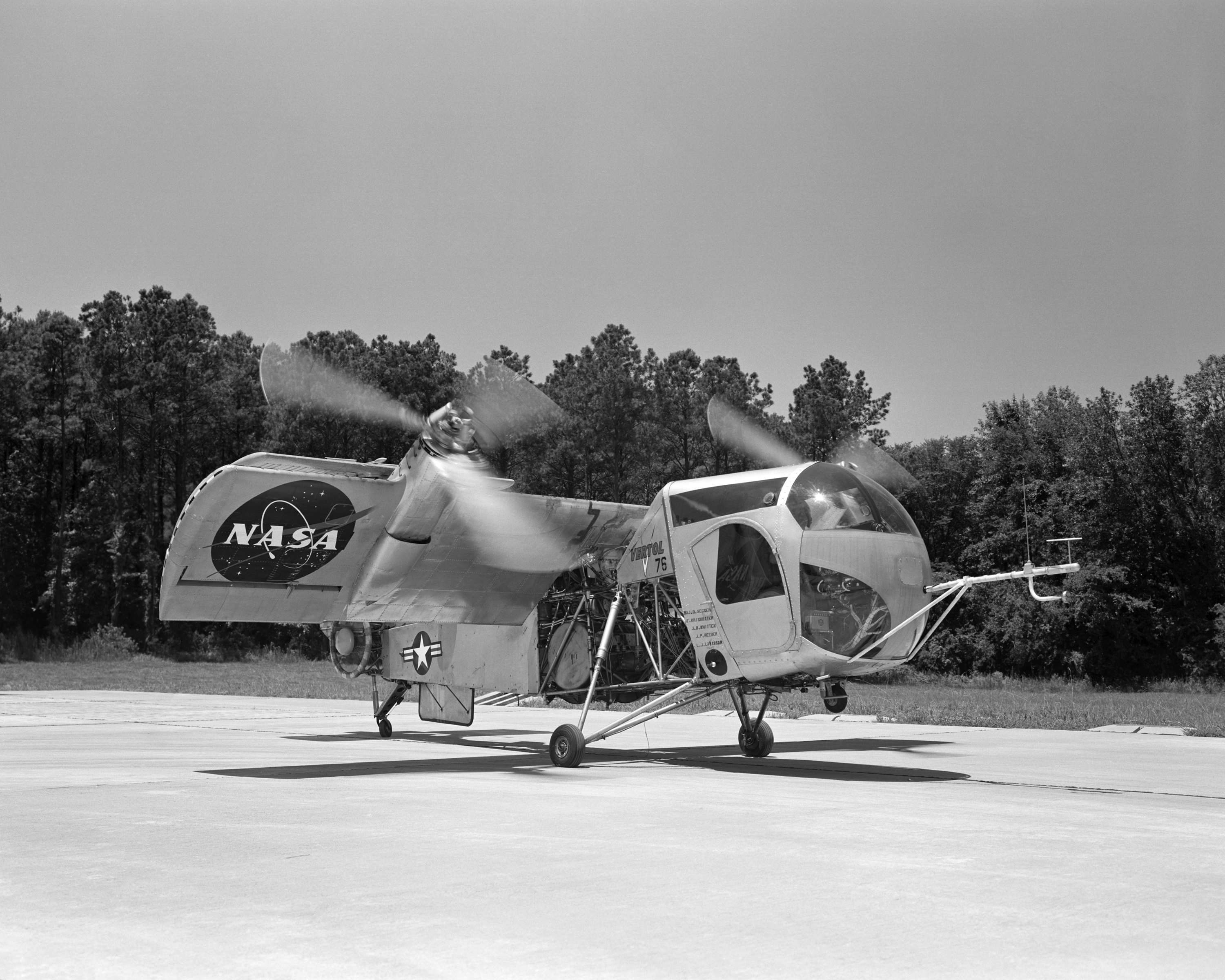
Vertol VZ-2 s nosným křídlem v šikmé poloze.

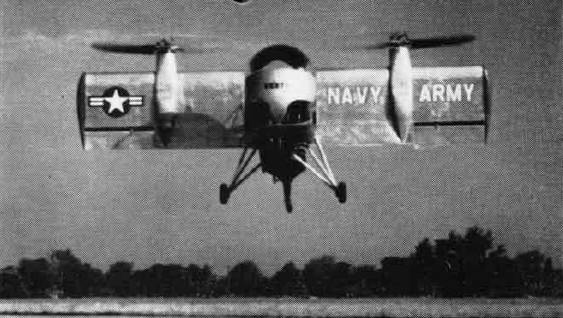
Vertol VZ-2 s křídlem v kolmé poloze.

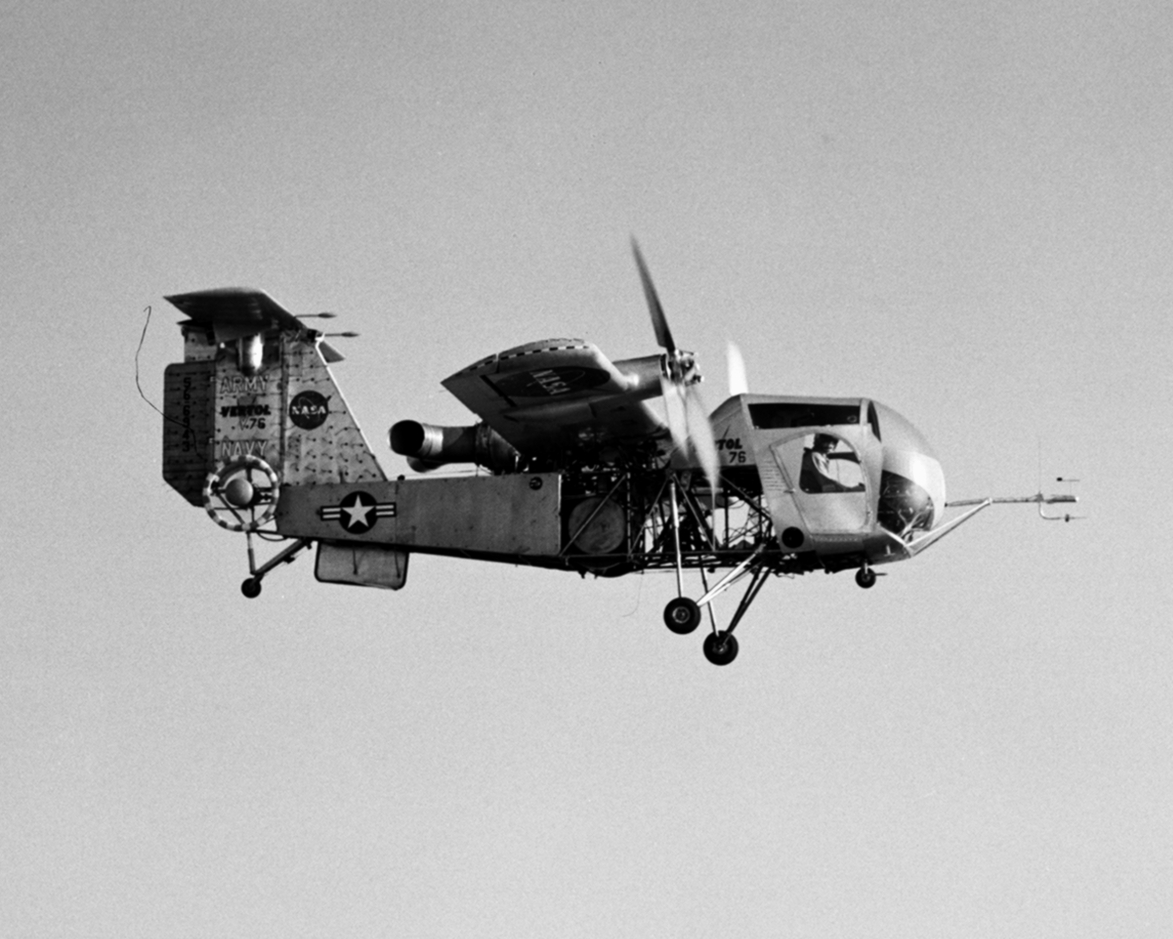
Vertol VZ-2 v horizontálním letu.

Vertol VZ-2 (továrním označením Model 76) byl americký experimentální konvertoplán postavený pro výzkumné účely společností Vertol Aircraft Corporation. Sloužil jako testovací stroj pro koncepci překlopného nosného křídla (anglický termín je „tiltwing“), byl prvním konvertoplánem této koncepce na světě. Na financování se podílela společně americká armáda (US Army) a sekce námořnictva Office of Naval Research. Letoun byl schopen vertikálního vzletu a přistání (VTOL).

## Vývoj a konstrukce
Testy na zemi začaly v dubnu 1957 a 13. srpna se stroj poprvé odlepil od země (šlo pouze o visení). 23. července 1958 provedl první změnu letového módu z vertikální do horizontální polohy. Ukázalo se, že má vynikající manévrovací schopnosti, ale zároveň je pomalý, byl schopen dosahovat rychlosti maximálně 215 km/h. Po armádních zkouškách byl letoun předán v roce 1960 Národnímu úřadu pro letectví a kosmonautiku (NASA), kde pokračoval v testech až do roku 1965. Ve výzkumném středisku NASA v Langley Research Center v Hamptonu ve Virginii prodělal testy ve vzdušném tunelu. Celkem konvertoplán absolvoval 450 letů včetně 34 přechodů z vertikálního do horizontálního letu. Následně byl umístěn do muzea National Air and Space Museum ve Washingtonu, D.C.
Konvertoplán měl nekapotovaný trup z ocelových trubek s pilotním kokpitem ve tvaru bubliny. Ocasní plochy byly ve tvaru písmene T, přičemž obsahovala 2 malé vrtule v prstenci, jednu ve svislé a jednu ve vodorovné ocasní ploše. Ty sloužily pro stabilizaci v režimu visu a při pomalém letu.

## Specifikace (VZ-2A)

### Technické údaje
- Osádka: 1 pilot
- Kapacita: 1 pasažér/pozorovatel
- Délka: 8,05 m
- Výška: 3,15 m
- Rozpětí nosného křídla: 7,59 m
- Průměr nosného rotoru: 2× 2,90 m
- Prázdná hmotnost:[pozn. 1] 1 128 kg
- Vzletová hmotnost: 1 443 kg
- Pohon: 1× turbohřídelový motor Avco Lycoming YT53-L-1; tah 630 kW

### Výkony
- Maximální rychlost: 215 km/h
- Dolet: 210 km
- Dynamický dostup: 4 200 m